# Fadet des garrigues
Coenonympha dorus
Espèce
Le Fadet des garrigues (Coenonympha dorus) est une espèce de lépidoptères (papillons) de la famille des Nymphalidae et de la sous-famille des Satyrinae.

## Systématique
L'espèce Coenonympha dorus a été décrite par le naturaliste allemand Eugen Johann Christoph Esper en 1782, sous le nom initial de Papilio dorus.
Synonymes, :
- Papilio dorus Esper, 1782 – protonyme
- Coenonympha mathewi Tutt, 1904
- Coenonympha aquilonia Higgins, 1968
- Coenonympha bieli Staudinger, 1901
- Coenonympha dorus microphtalma (Esper, 1782)

### Sous-espèces
- Coenonympha dorus austauti Oberthür, 1881, considéré soit comme une sous-espèce soit comme une semi-espèce soit comme une espèce distincte Coenonympha austauti.
- Coenonympha dorus bieili (Staudinger) dans le nord du Portugal et le nord-ouest de l'Espagne.
- Coenonympha dorus fettigii (Oberthür, 1874) considéré soit comme une sous-espèce soit comme une semi-espèce soit comme une espèce distincte Coenonympha fettigii[1],[3]. Il présente trois variantes:
  - Coenonympha fettigii fettigii
  - Coenonympha fettigii inframaculata (Oberthür, 1922) dans l'ouest du Maroc.
  - Coenonympha fettigii nicholasi (Rothschild, 1925) en Algérie et Tunisie.

## Noms vernaculaires
- en français : le Fadet des garrigues, plus rarement le Palémon ou le Doré[4]
- en anglais : Dusky Heath[1]
- en espagnol : Velago de negro[1]

## Description
Le Fadet des garrigues est un petit papillon au dessus de couleur orangée très suffusé de marron chez le mâle, moins chez la femelle avec un double ocelle aux antérieures et aux postérieures une ligne d'ocelles en courbe convexe.
Le revers est orangé avec à l'apex des antérieures un double ocelle et aux postérieures dans une bande blanche irrégulière une ligne d'ocelles avec ceux en e4 et e5 décalés.

## Biologie

### Période de vol et hivernation
Il vole en une seule génération, de début juin à mi-août.

### Plantes hôtes
Ses plantes hôtes sont diverses poacées (graminées) : Festuca ovina, Agrostis canina et Agrostis alba (syn. Poa nemoralis L., le Pâturin des bois),.

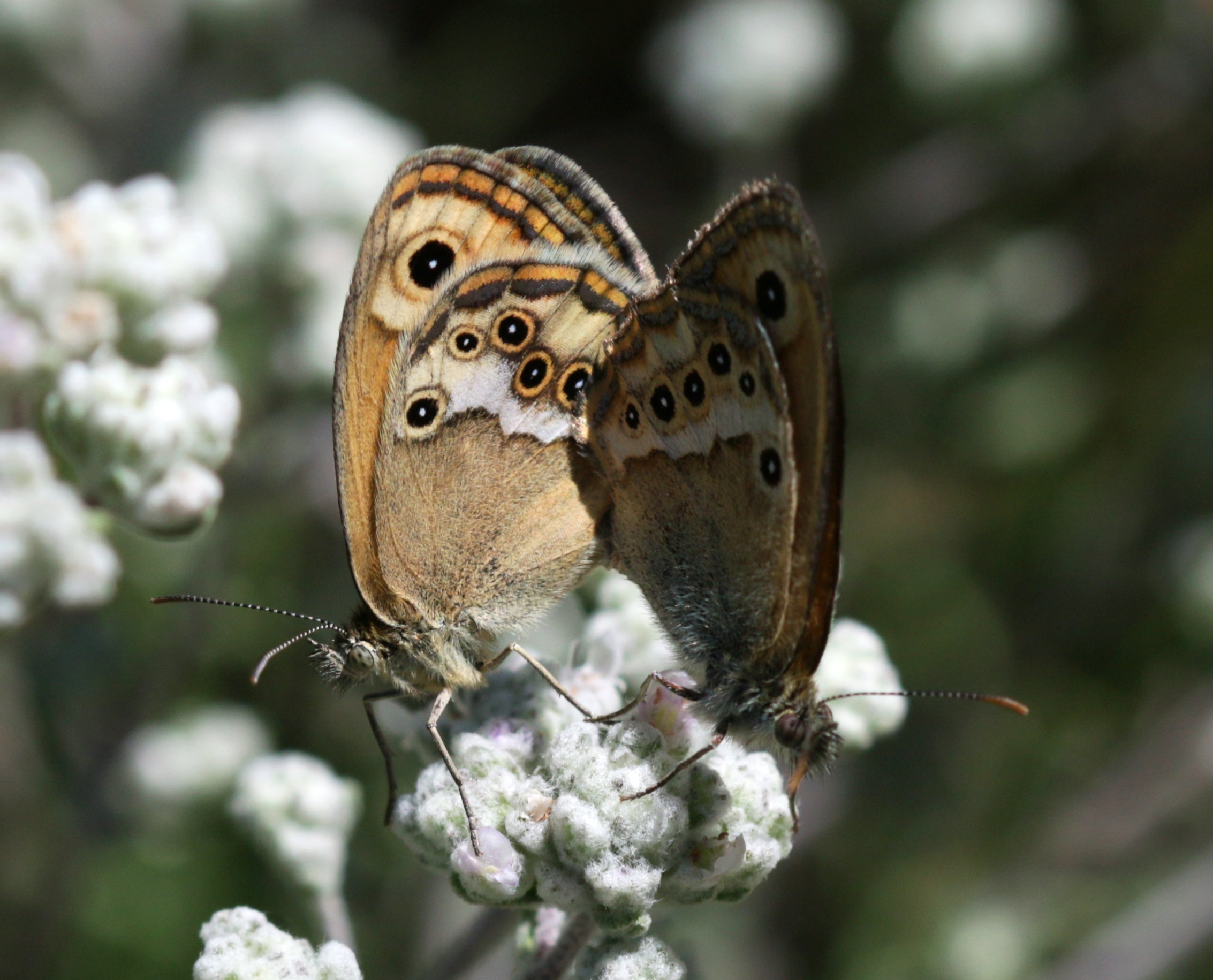
Accouplement

## Écologie et distribution
Il est présent en Afrique du Nord, au Maroc et en Algérie et dans le sud-ouest de l'Europe, au Portugal, en Espagne en France et dans le nord-ouest de l'Italie,.
En France métropolitaine il est présent uniquement dans le Sud dans les départements de l'Hérault, de la Drôme des Hautes-Alpes, des Alpes-de-Haute-Provence, des Alpes-Maritimes, du Var et des Bouches-du-Rhône
. Pour d'autres sources il serait présent sur l'ensemble du pourtour méditerranéen depuis les Pyrénées-Orientales.

### Biotope
Il réside dans les lieux pierreux.

### Protection
Il ne bénéficie pas de statut de protection particulier.